# چارلز لومبرگ
چارلز لومبرگ (انگلیسی: Charles Lomberg؛ ۴ دسامبر ۱۸۸۶ – ۵ مارس ۱۹۶۶ (aged 79)) ورزشکار دو و میدانی اهل سوئد بود.
وی در مسابقات کشوری و بین‌المللی در مجموع برندهٔ ۱ مدال نقره شده‌است.